# Anfiteatro Correa
El Anfiteatro Correa, también conocido como Politeama Umberto, Teatro Umberto I y Teatro Augusteo, fue un inmueble histórico de la ciudad de Roma destinado inicialmente a la celebración de corridas de toros en la Ciudad Eterna. El edificio fue construido a instancias del aristócrata y diplomático de origen portugués Vicenzo Mani Correa sobre los restos del antiguo Mausoleo de Augusto y estuvo en pie entre 1780 y 1936.
La inauguración del edificio como coso taurino tuvo lugar el 3 de julio de 1780, anunciándose la celebración de "cacerías de toros y búfalos, viniendo para ello bravos toreros para divertir a la nobleza y al público". Durante el siglo XIX y XX, el edificio se adaptó a nuevos usos culturales, adaptándose también a la metamorfosis del espacio urbano, lo que terminó por demoler el inmueble durante la dictadura fascista de Mussolini.

## Historia

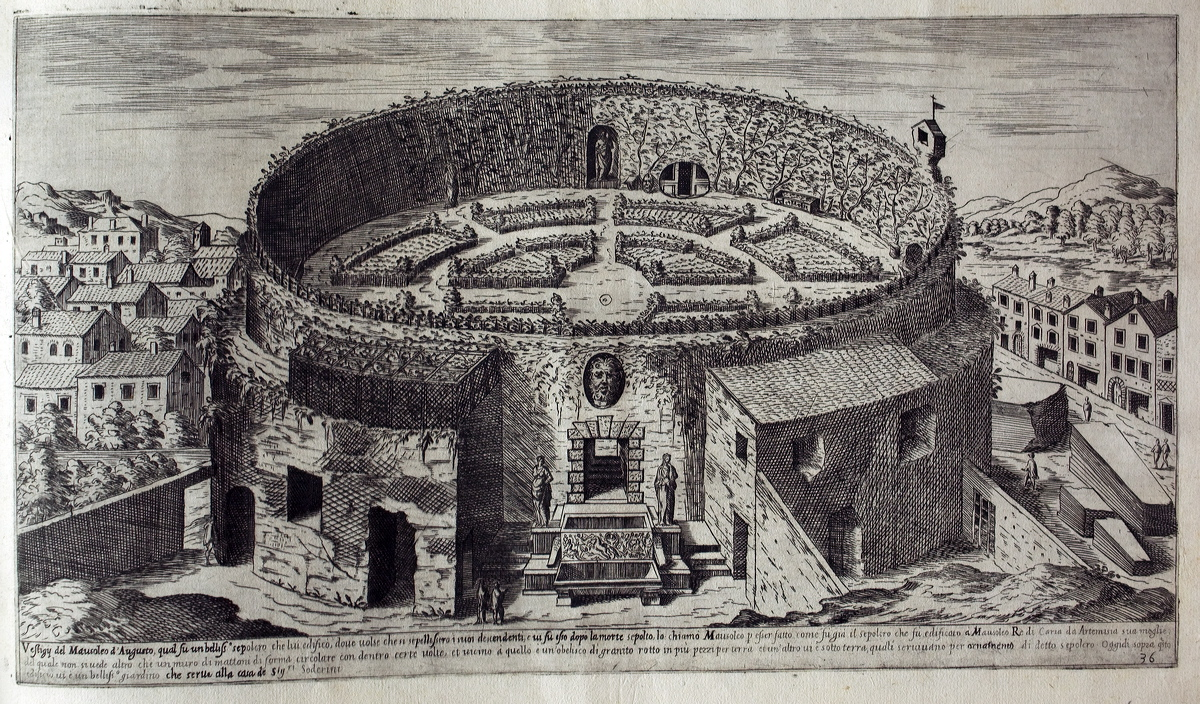
Aspecto idealizado del Mausoleo de Augusto (1575) según Étienne Dupérac, con la vista de los jardines del cardenal Francesco Soderini

El Mausoleo de Augusto fue construido como tumba imperial de la dinastía Julia-Claudia, consagrándose como tal en el año 28 a. C., aunque su nombre deriva del principal enterramiento que se dispone en este mausoleo: el del emperador Octaviano Augusto, que murió en el año 14 d. C. El edificio fue planteado bajo una gran disposición simbólica, aludiendo a un sentido astral y también como esfera del conocimiento, si bien también hay autores que aseguran que pudo ser una rememoración del desaparecido Mausoleo de Alejandro Magno, el cual todos los emperadores romanos a partir de Augusto visitaban al inicio de su mandato.
Tras la desaparición del Imperio romano de Occidente, el antiguo mausoleo fue dedicado como templo cristiano, mencionándose en el siglo X como Iglesia del Santo Ángel. Durante la Edad Media el espacio del antiguo Campo Marzio, donde se halla el Mausoleo de Augusto, pasó a ser propiedad de la familia Colonna, quien fortificó aquel lugar con un castillo y lo ocupó como residencia hasta el siglo XIV, momento el que se trasladó a un nuevo palacio en el centro de la ciudad. Durante el siglo XVI, con motivo de la decisión de León X de urbanizar el ala septentrional del Campo Marzio, se introdujeron importantes reformas en el espacio, pasando a restaurarse el antiguo mausoleo como parte de los jardines del palacio del cardenal Francesco Soderini, incluyéndolo dentro de la escenografía del paisaje.
En 1700 será cuando el complejo residencial pase a manos de la familia Correa de Silva. En 1780, uno de los herederos de la familia, el diplomático Vincenzo Mani Correa, impulsó al arquitecto balear Bernardo Matas, miembro de la Real Academia de Bellas Artes de Mallorca, a que reformase el espacio arqueológico y parte de los antiguos jardines del palacio en una plaza de toros; creando una estructura con graderíos de madera y que subsistió en las primeras décadas, acogiendo corridas de toros y otros espectáculos. Según la inscripción que talló Francesco Barbazza, la plaza de toros estuvo dedicada al obispo Domingo Antonio Doria, clérigo de la Cámara Apostólica.
Tras la muerte del marqués de Correa, el anfiteatro pasó a manos del también aristócrata Francesco Saverio Armentieri, quien inició la transformación de la plaza original en una obra de fábrica, con corrales, para acoger a los toros que habían de lidiarse. Para ese entonces, y según la descripción que hacía el arquitecto Angelo Cappellini, el espacio ya contaba con parte del graderío terminado, también algunos palcos; además de la arena y los chiqueros.
Los gastos derivados de la restauración hicieron que Armentieri se deshiciera del anfiteatro y se lo vendiera, en 1802, a la parte encargada de la administración de la Ciudad del Vaticano, la conocida como Cámara Apostólica. A partir de entonces, la Santa Sede se encargó de culminar las obras de reforma y promover, una vez finalizadas, la celebración de distintos espectáculos, entre ellos corridas de toros pero también representaciones teatrales y castillos de fuegos artificiales, al ser uno de los grandes reclamos para el pueblo romano.
El arquitecto Giuseppe Valadier intervenía en 1814 el edificio para instalar un palco real, con motivo de la llegada a Roma del emperador Francisco I de Austria; obras que también hizo para el Teatro Apolo y el Circo Agonale. Sin embargo, su implicación más amplia con el edificio tuvo lugar a partir de 1826, momento en el que se proyectó una cubierta de hierro con toldos corredizos si bien, provisionalmente, se instaló una en madera antes de instalar la definitiva.

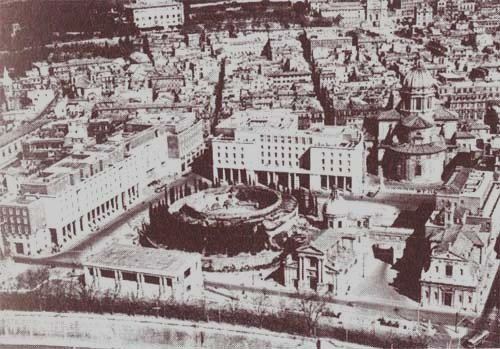
Restos del antiguo Anfiteatro Correa tras ser demolido parte del edificio en 1936

En 1870, adquiría el edificio el aristócrata Giuseppe Telfener quien emprendería algunas modificaciones en el edificio y lo rebautizaría con el nombre de "Politeama Umberto I". Una década más tarde, en 1880, el antiguo Correa es sometido a una nueva transformación, adaptándola a los nuevos gustos estéticos de la época, y confiriéndole un aspecto historicista y neomedieval, con la creación de una nueva cúpula con cristales de colores. Todas estas reformas, sin embargo, no contemplaron la consolidación del edificio por lo que, a pesar de querer darle nuevos usos - como museo de esculturas en yeso -  la fragilidad del edificio determinó su clausura en 1907.
La demolición del edificio llegó en 1936, bajo el mando de Benito Mussolini, siendo considerado por algunos autores como uno de los mayores atentados patrimoniales ejercidos por el régimen fascista italiano. Así, el último evento llevado a cabo fue un concierto, celebrado el 13 de mayo de 1936; dando paso después a ésta y otras demoliciones de edificios del entorno, lo que favoreció la creación de un nuevo espacio urbano, la actual Plaza del Emperador Augusto (Piazza Augusto Imperatore).

## Usos del edificio

### Espectáculos taurinos
La remodelación del espacio originario fue el destino de la celebración de las conocidas como giostra dei tori, la expresión genuina italiana de la celebración de corridas de toros, imbricadas dentro del folclore y la tradición popular. Un espectáculo en el que se daba lidia y muerte a un toro y que contaba con la presencia de todo tipo de público, desde las clases populares hasta la alta aristocracia civil y religiosa, sentado en distintos espacios según su condición social.  Los festejos que se celebraban contaban con algunas prácticas históricas, que también se desarrollaban en la Antigüedad, se precedían la noche anterior de un encierro por las calles de Roma, desde las afueras de la ciudad hasta el Anfiteatro Correa, lo que ocasionó algunos incidentes en algunas ocasiones.

Entre los personajes ilustres que visitaron Roma y acudieron a los festejos taurinos que se anunciaban periódicamente, se encontró el filósofo alemán Johann von Goethe, quien asistió a una de las corridas celebradas en el verano de 1787; la que le resultó pintoresca aunque sin llegar a gustarle:
Hubo hoy combate de animales en al tumba de Augusto. Este gran edificio, redondo, vacío en el centro y abierto por arriba, sirve ahora como especie de Anfiteatro para corridas de toros. Podrá contener de cuatro a cinco mil personas. El espectáculo en sí no me ha gustado gran cosa.
El ruedo del Anfiteatro Correa no sólo sirvió para la celebración de corridas de toros sino que, además, se aprovechó para realizar exhibiciones ecuestres por parte de los mejores jinetes de la Europa del momento. Así, por ejemplo, el artista circense François Louis Guillame se instaló en Roma con su compañía en la que hacían muestras de acrobacias y equilibrismo con caballos, un espectáculo que viajó por toda Italia, llegando incluso hasta Verona, donde actuó en los fastos celebrados con motivo del nacimiento de Napoleón II.
Hasta 1829, cuando el papa León XII prohibió las corridas de toros en el Correa, los eventos taurinos se simultaneaban con la celebración de los llamados foccheti, grandes castillos de fuegos artificiales que se acompañaban de exhibiciones musicales y de acrobacias por parte de los jóvenes, que se atrevían a saltar por encima del fuego. El 8 de julio de 1788, el ruedo del Anfiteatro Correa acogió, además, el primer lanzamiento de un globo aerostático Montgolfier, pilotado por Vincenzo Lunardi.

### Representaciones teatrales y musicales
Tras perder su uso taurino, el recinto fue reaprovechado para otros usos de ocio y esparcimiento. Así, desde 1810 asume la dirección de la organización de los espectáculos Stefano Scatizzi; atrayendo este tipo de convocatorias a multitud de jóvenes que se acercaban no sólo a disfrutar de estos espectáculos sino también de los espacios ajardinados donde se comían y se esparcían. Desde el siglo XIX, ya convertido en Politeama Umberto, Telfener su propietario destinó el edificio a representaciones teatrales y de ópera.
Durante la segunda mitad del siglo XIX, se empleó para acoger obras de teatro y justas poéticas, además de tómbolas y otros juegos. En 1907, en propiedad del Ayuntamiento (Comune) de Roma, el Correa pasó a denominarse como "Teatro Agusteo" donde se acogían conciertos de música a cargo de la Accademia di Santa Cecilia.
El 14 de diciembre de 1924 se celebró el estreno del poema sinfónico Pini di Roma de Ottorino Respighi y la interpretación corrió a cargo de la Orquesta del Augusteo bajo la dirección de Bernardino Molinari.